# بيل روبرتس (لاعب كرة قدم أمريكية)
بيل روبرتس (بالإنجليزية: Bill Roberts)‏ هو لاعب كرة قدم أمريكية أمريكي، ولد في 11 سبتمبر 1929 في دوبوك في الولايات المتحدة، وتوفي في 15 أغسطس 2007 في إدينا في الولايات المتحدة.

## وصلات خارجية
- بيل روبرتس على موقع مرجع كرة القدم المحترفة.كوم (الإنجليزية)